# Красноплечий трупиал
Красноплечий трупиал:2668, или красноплечий чёрный трупиал (устар. «красноплечий желтушник», лат. Agelaius phoeniceus), — вид воробьиных птиц из семейства трупиаловых. Широко распространён на большей части Северной Америки. Это одна из наиболее массовых и хорошо изученных птиц на этом континенте. В окрасе ярко выражен половой диморфизм: самцы чёрные с красной и жёлтой отметинами на плече и крыле, самки невзрачные серовато-бурые, больше похожи на крупного воробья. Основную часть рациона составляют семена и насекомые.

## Систематика
Красноплечий чёрный трупиал — один из 5 видов рода Agelaius, который, в свою очередь, относится к американскому семейству птиц Icteridae. Вид был впервые научно описан под названием Oriolus phoeniceus шведским врачом и натуралистом Карлом Линнеем в его «Системе природы», при этом автор поместил его в один ряд с иволгами Старого света. Современное научное название появилось в 1816 году после того, как французский орнитолог Луи Жан Пьер Вьейо выделил часть близкородственных видов, предпочитающих влажные биотопы, в самостоятельный род Agelaius (в русском варианте — чёрные трупиалы). Родовое название Agelaius происходит от древнегреческого слова ἀγελαῖος, означающего «живущий стаями или стадами». Видовое название phoeniceus в дословном переводе с латинского означает пунцовый цвет.
Выделяют множество подвидов трупиала, различных по размеру и пропорциям, но схожих по окраске; статус некоторых из них остаётся под вопросом. К примеру, эксперимент по пересадке яиц из гнёзд одной популяции в гнёзда другой показал, что подросшие птенцы размерами становятся больше похожими на своих опекунов, нежели на родителей. Это доказывает предположение, что размер птиц обусловлен внешними условиями, но не генетическими. Несколько выделяется форма A. p. gubernator, которая встречается в Калифорнии и центральных районах Мексики. В отличие от номинативного, у самца этого подвида отсутствует жёлтое пятно на крыле и самка окрашена в более тёмные тона. Таксономическое положение этого подвида остаётся неясным.

## Описание

### Внешний вид

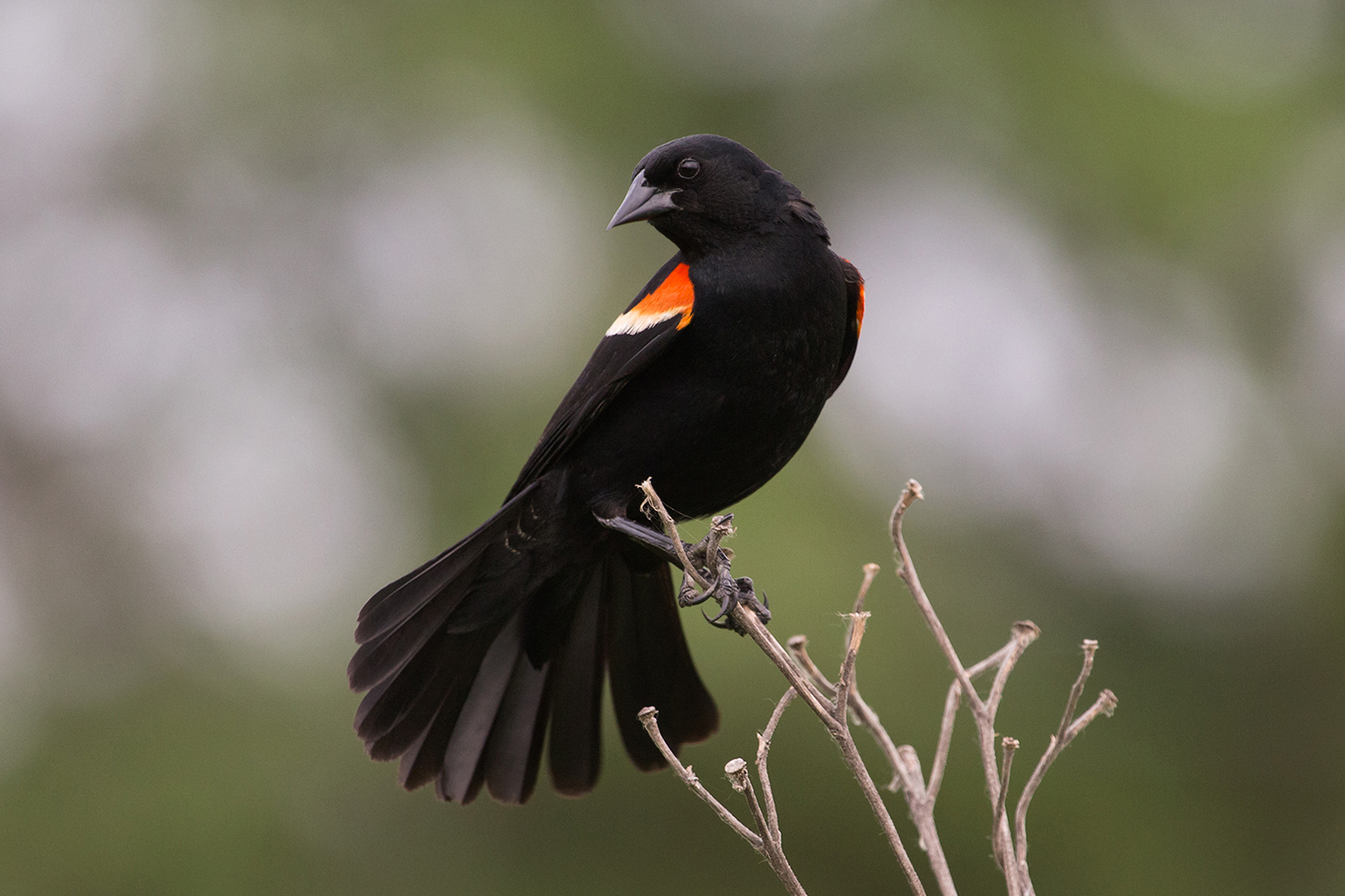
Самец красноплечего трупиала в характерной позе

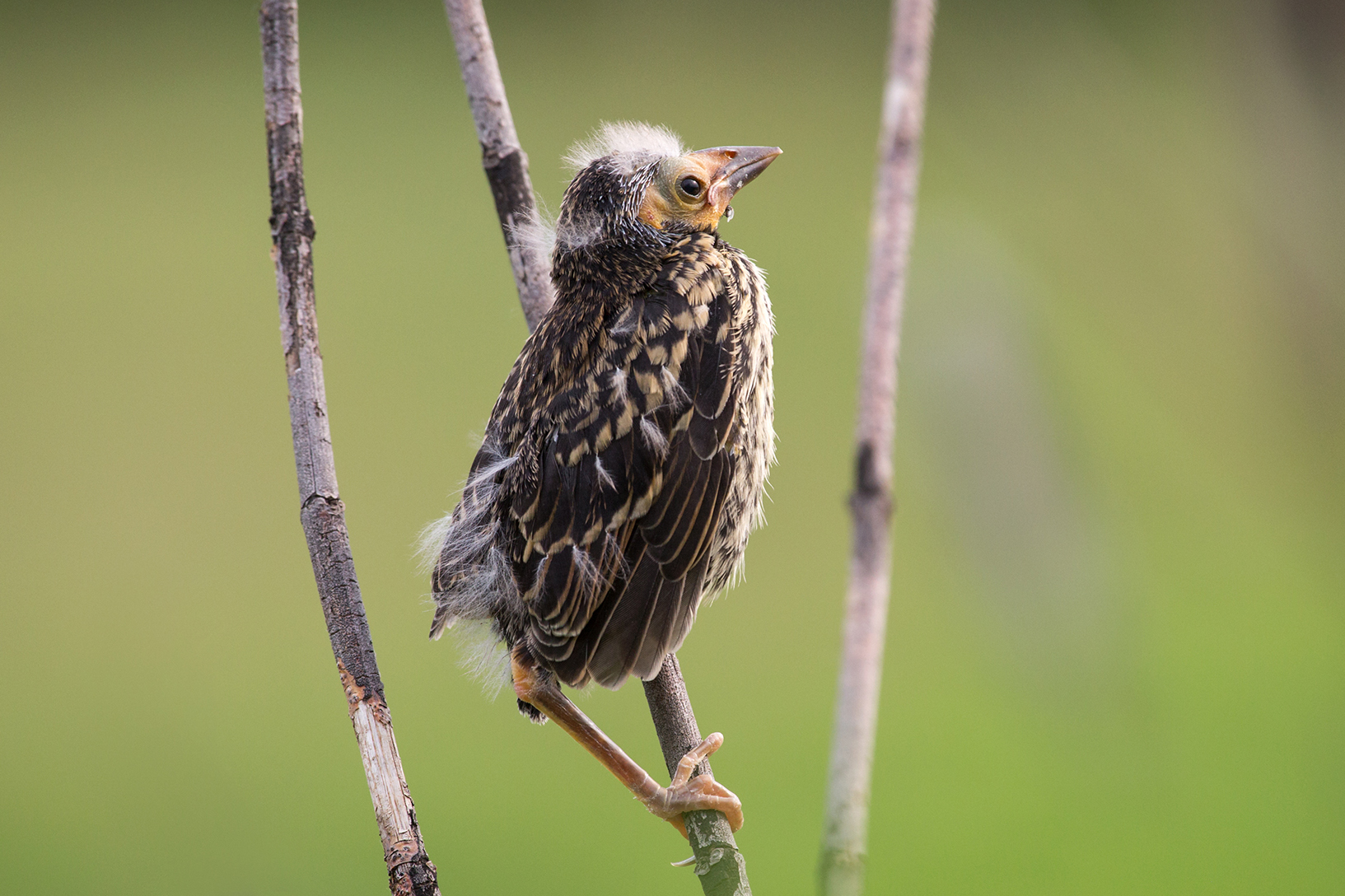
Птенец красноплечего трупиала

Коренастого телосложения птица с широкими плечами и крепким, но в то же время изящным острым клювом в форме конуса. Сидящая на ветке птица нередко выгибает спину, самец к тому же раскрывает хвост веером. Ноги сильные, хвост с закруглённой вершиной, относительно более длинный у самцов. Последние достигают размеров крупного дрозда: длина 22—24 см, размах крыльев 31—40 см, масса 64 г. Самки заметно мельче, со скворца: длина 17—18 см, масса в среднем 41,5 г.
Самец определяется безошибочно практически везде, за исключением Калифорнии и прилегающих к ней районов — там, где ареал этой птицы пересекается с ареалом родственного трёхцветного трупиала (Agelaius tricolor). Он обладает чёрным с атласным блеском оперением, на плечах и верхней части крыла — ярко-красные с жёлтой окантовкой пятна — «эполеты». Основное отличие от трёхцветного трупиала — более светлые красные отметины с жёлтой, но не белой каймой. Самка серовато-бурая с тёмными продольными пестринами, розовым налётом на горле и красноватым оттенком на сгибе крыльев. Самок красноплечего трупиала внешне довольно трудно отличить от самок трёхцветного трупиала, а также кубинского эндемика вида Agelaius assimilis. Указывают, что самки трёхцветного трупиала заметно более тёмные. Молодые птицы обоих полов напоминают взрослую самку, но более светлые снизу, с охристыми кончиками перьев. У молодых красноватые и розовые оттенки оперения не выражены. Радужина, клюв и ноги чёрные.
В полёте красноплечего трупиала можно отличить от обыкновенного гракла и буроголового коровьего трупиала по характерному силуэту и волнообразной траектории движения.

### Голос
Брачная песня самца — «механический» хриплый крик, сопровождаемый булькающе-трещащей руладой «гонг-ля -ррри». Во время песни птица часто демонстративно возвышается на открытом сухом стебле тростника, горбится, опускает и полурасправляет крылья, демонстрируя «эполеты». Голос самки — грубоватое чириканье «чит-чит-чит-чит-чит-чит-чиир-тиир-тиир-тиирр».

## Распространение

### Ареал

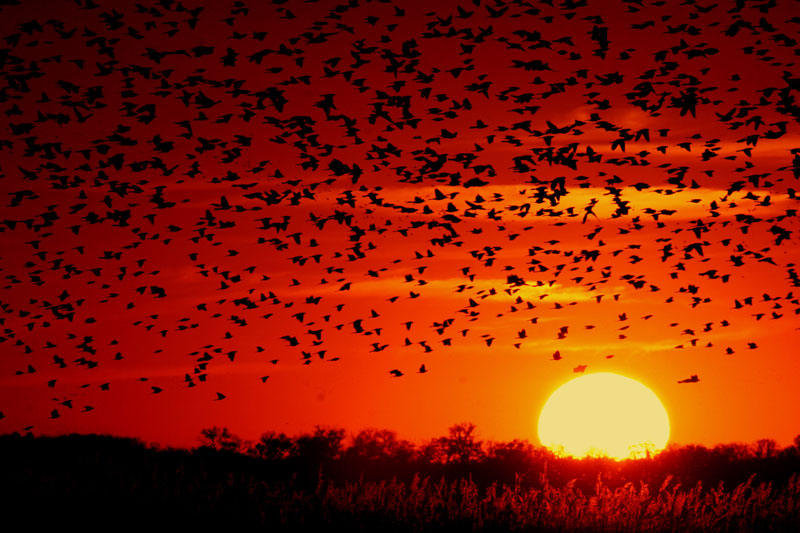
Осенью трупиалы собираются в стаи до нескольких миллионов особей

В Северной Америке красноплечий трупиал встречается почти повсеместно, за исключением пустынных, высокогорных и приполярных областей. Основной участок ареала находится от Ньюфаундленда и южной Аляски к югу до Флориды, побережья Мексиканского залива до Юкатана, южной Мексики и Гватемалы. Кроме того, изолированно гнездится на западе Сальвадора, в северной части Гондураса и северо-западе Коста-Рики. Частично перелётный вид, зимует к югу до Мексики и южных штатов США. Всё же основная часть птиц к югу от Пенсильвании и Британской Колумбии ведёт оседлый образ жизни. Осенняя миграция обычно продолжается с середины октября по первую декаду декабря, весенняя — с конца февраля по конец апреля.

### Места обитания
Наибольшой плотности поселений достигает в восточной части континента. Гнездится на хорошо увлажнённых, открытых травянистых пространствах, в том числе в городской черте. Часто селится на заболоченных участках с пресной либо солёной водой, отдавая предпочтение зарослям рогоза. На возвышенностях населяет осоковые луга, поля, засеянные люцерной и другими бобовыми культурами, а также находящиеся под паром. Реже устраивает гнёзда в лесистой местности по берегам рек. Зимой концентрируется в степных, пастбищных участках, в загонах скота, на засеянных зерновыми сельскохозяйственных угодьях.

## Питание
Диапазон кормов широкий, при этом примерно на три четверти состоит из растительной пищи. Летом и осенью употребляет в пищу ягоды черники и ежевики, семена различных трав. Часто встречается на полях, где питается молодыми ещё мягкими зёрнами кукурузы, пшеницы, подсолнечника, риса (в отличие от обыкновенного гракла, пищеварительная система трупиала не адаптирована к усвоению крупных твёрдых зёрен и другой жёсткой пищи). В сезон размножения преобладают животные корма, в первую очередь летающие насекомые: стрекозы, бабочки, мухи, а также улитки, лягушки, черви, паукообразные, моллюски. Посещает птичьи кормушки с хлебом, семечками и салом. Изредка употребляет в пищу падаль. Корм обычно склёвывает с поверхности листьев либо схватывает на лету.

## Размножение

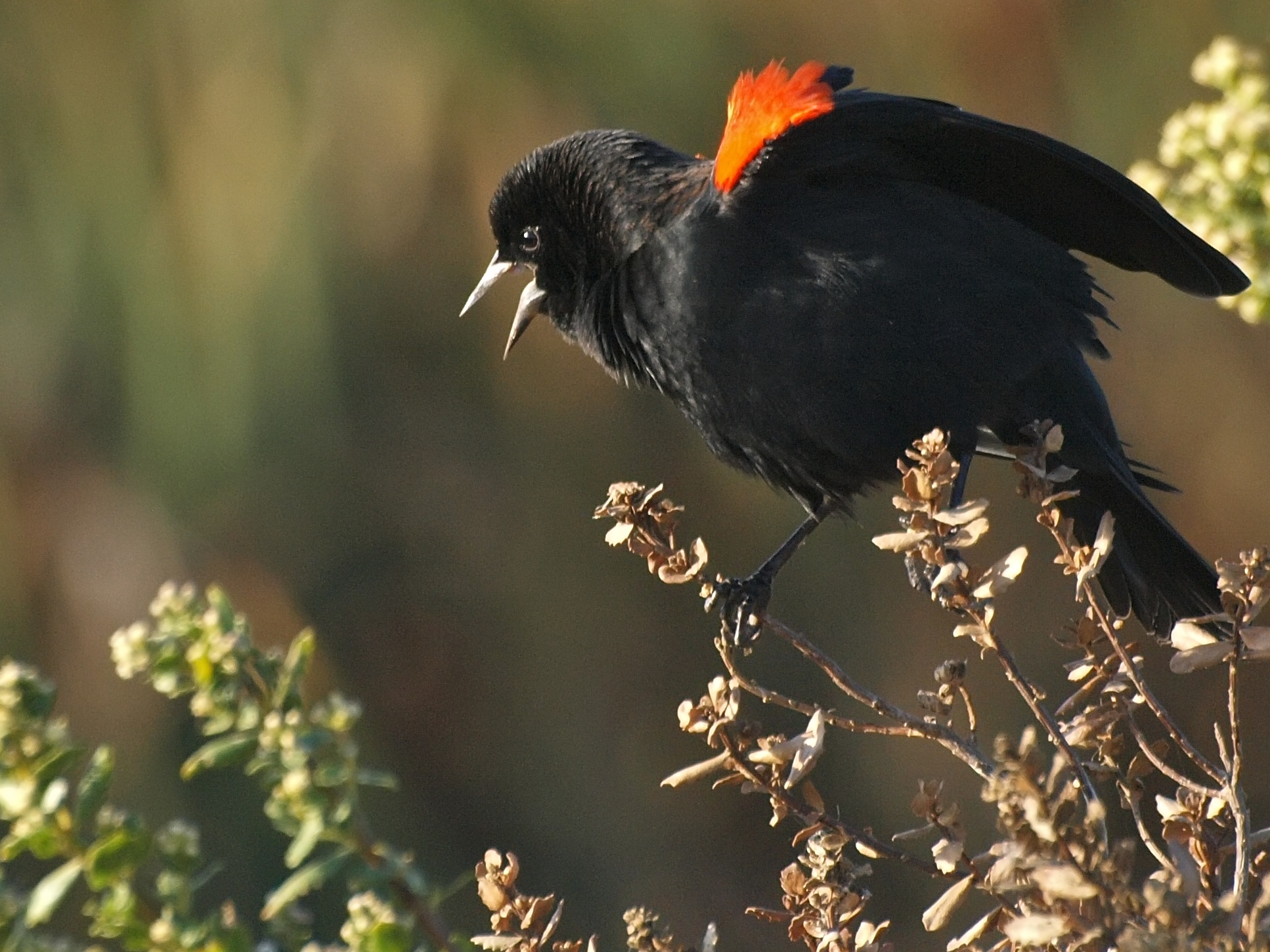
Токующий самец в характерной позе

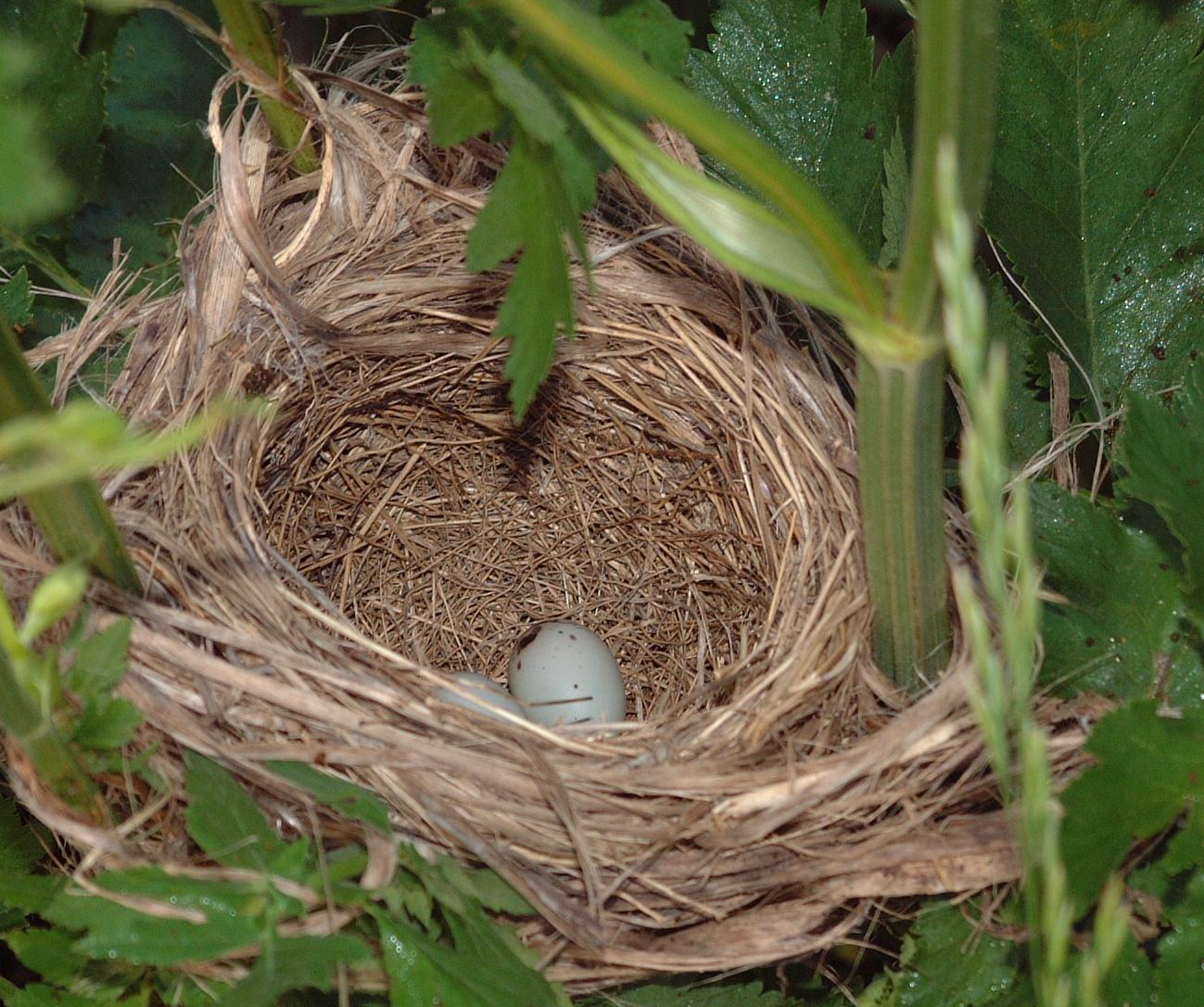
Гнездо с кладкой

Сезон размножения с конца апреля по середину июля, две или реже три кладки. Гнездится рассеянными колониями. Самцы занимают небольшие гнездовые участки и активно токуют с высоты сухого стебля травы, чтобы привлечь самок. Несколько самцов-соседей преследуют каждую самку, пролетающую через их участки, пока самка не сделает свой выбор. Самцы строго территориальны, в светлое время суток больше четверти времени отводят на охрану территории. Они гоняют не только залётных птиц, но и заходящих на территорию наземных хищников, в том числе крупных. Известны случаи нападения трупиалов даже на лошадей и человека. Среди красноплечих трупиалов высокий процент полигинии, в некоторых популяциях до 90 % самцов спариваются более чем с одной самкой. При этом в отдельных случаях на территории одного самца может гнездиться до 15 самок.
Гнездо сооружает одна самка. Оно представляет собой чашевидное образование, состоящее из травянистой растительности, гнилых кусочков древесины и мха, скреплённых илом. На заболоченном участке самка располагает его на заломе тростника или рогоза, возле воды либо прямо над ней. Если птица гнездится вдали от воды — на лугу или в поле, гнездо устраивается в высокой траве (часто золотарник, пшеница, ячмень, люцерна), между корней кустарниковой ольхи или ивы. Готовое гнездо имеет диаметр 10—17 см и глубину лотка 7—17 см. Для каждой последующей кладки самка строит новое гнездо.
В кладке 2—4 яйца. Скорлупа яиц гладкая, блестящая, голубовато-зелёного или голубовато-серого цвета с тёмными пятнами и крапинами, более густыми со стороны тупого конца. Размеры яиц: (22—27) х (16—19) мм. Насиживает самка 11—14 дней. Птенцы появляются на свет слепыми и беспомощными, покрытыми редким охристым пухом. Они редко покидают гнездо раньше 11—14 дней, когда приобретают способность к активному полёту.
В наблюдениям в Огайо, за месяц насиживания и выхаживания выживает около половины птенцов. Часть кладок погибает во время сенокоса, другую уничтожают хищники — змеи, еноты, американские норки и другие птицы — даже такие мелкие, как болотный крапивник (Cistothorus palustris). На гнёздах птиц иногда паразитирует другой представитель семейства — буроголовый коровий трупиал.

## Подвиды
Список видов по версии многотомника «Handbook of the Birds of the World»:
- A. p. arctolegus Oberholser, 1907 — гнездится от юго-восточной Аляски и западной Канады (от юго-восточного Юкона, центральной части Маккензи, северо-западного Саскачевана и северной Манитобы до центральных областей Британской Колумбии, южной Альберты, западного и северо-восточного Онтарио) к югу до восточной Монтаны, южной Южной Дакоты и Айовы.
- A. p. caurinus Ridgway, 1901 — западной побережье Северной Америки от юго-западной Канады (Британская Колумбия) к югу до северной Калифорнии.
- A. p. nevadensis Grinnell, 1914 — гнездится от южной и юго-восточной Британской Колумбии к югу до южной Калифорнии и южной Невады.
- A. p. mailliardorum van Rossem, 1926 — побережье центральной Калифорнии.
- A. p. californicus Nelson, 1897 — Калифорнийская долина.
- A. p. aciculatus Mailliard, 1915 — округ Керн (южная Калифорния).
- A. p. neutralis Ridgway, 1901 — Побережье южной Калифорнии и прилегающие районы северо-западной Мексики (Нижняя Калифорния).
- A. p. sonoriensis Ridgway, 1887 — юго-запад США (южная Невада, юго-восточная Калифорния и Аризона), юго-западная Мексика (северная Сонора).
- A. p. fortis Ridgway, 1901 — гнездится в США к востоку от Скалистых гор (от западной Монтаны и юго-восточного Айдахо к востоку до западной Небраски и западного Канзаса, к югу до центральной и восточной Аризоны, центрального и юго-восточного Нью-Мексико, северного и западного Техаса).
- A. p. phoeniceus (Linnaeus, 1766) — гнездится от юго-восточной Канады (от южного Квебека к востоку до западного Ньюфаундленда и Новой Шотландии) и восточной части США (к востоку от Висконсина, Айовы и восточной Небраски, к югу до северо-восточного Техаса, северо-восточной Луизианы и центральной Флориды).
- A. p. littoralis A. H, Howell & van Rossem, 1928 — побережье Мексиканского залива от Техаса до Флориды.
- A. p. mearnsi A. H, Howell & van Rossem, 1928 — центральная и южная Флорида.
- A. p. floridanus Maynard, 1895 — южная Флорида (в том числе Флорида-Кис).
- A. p. bryanti Ridgway, 1887 — северо-западные Багамы.
- A. p. nyaritensis Dickey & van Rossem, 1925 — Тихоокеанское побережье Мексики (к югу от Наярита) к югу до западного Сальвадора.
- A. p. gubernator (Wagler, 1832) — центральные области Мексики от Дуранго к югу до Халиско и Пуэбла.
- A. p. nelsoni Dickerman, 1965 — мексиканские штаты Морелос и Пуэбла.
- A. p. grinnelli A. B. Howell, 1917 — Сальвадор, северо-западная Коста-Рика (Гуанакасте).
- A. p. megapotamus Oberholser, 1919 — южный Техас и восточная Мексика (к югу до Веракруса).
- A. p. richmondi Nelson, 1897 — От южного Веракруса к югу до северной Коста-Рики (Лимон).
- A. p. pallidulus Van Tyne & Trautman, 1946 — северный Юкатан.
- A. p. arthuralleni Dickerman, 1974 — северная Гватемала (озеро Петен-Ица).